# Gyromitra

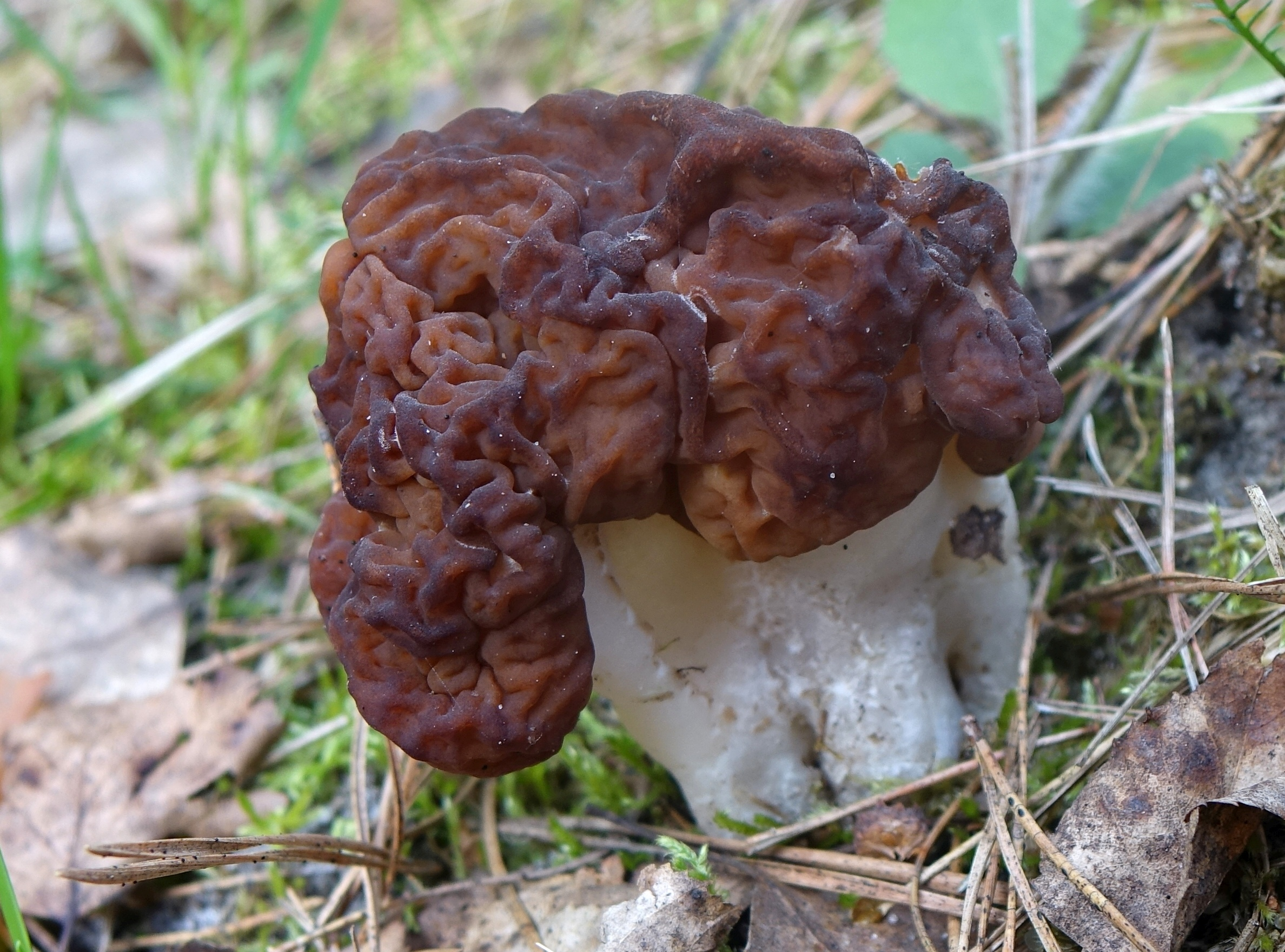
Piestrzenica kasztanowata

Gyromitra Fr. (piestrzenica) – rodzaj grzybów z rodziny krążkownicowatych (Discinaceae).

## Charakterystyka
Grzyby naziemne, saprotrofy. Owocniki złożone z główki i trzonu. Główki brązowawe, mózgowato pofałdowane. Miąższ łamliwy. Wysyp zarodników biały. Zarodniki eliptyczne, gładkie do drobno brodawkowatych.

## Systematyka i nazewnictwo
Pozycja w klasyfikacji według Index Fungorum: Discinaceae, Pezizales, Pezizomycetidae, Pezizomycetes, Pezizomycotina, Ascomycota, Fungi.
Synonimy nazwy naukowej: Fastigiella Benedix, Gyrocephalus Pers., Gyromitrodes Vassilkov, Helvella subgen. Gyromitra (Fr.) S. Imai, Maublancomyces Herter, Neogyromitra S. Imai, Paradiscina Benedix, Physomitra Boud., Pleopus Paulet, Pseudorhizina Jacz.
Gatunki występujące w Polsce:
- Gyromitra ambigua (P. Karst.) Harmaja 1969 – piestrzenica pośrednia
- Gyromitra bubakii Velen. 1922
- Gyromitra esculenta (Pers.) Fr. 1849 – piestrzenica kasztanowata
- Gyromitra gigas (Krombh.) Cooke – piestrzenica olbrzymia
- Gyromitra infula (Schaeff.) Quél. 1886 – piestrzenica infułowata
- Gyromitra leucoxantha (Bres.) Harmaja 1969 – piestrzenica jasnożółta
- Gyromitra parma (J. Breitenb. & Maas Geest.) Kotl. & Pouzar 1974 – piestrzenica tarczowata
- Gyromitra sphaerospora (Peck) Sacc. 1889

Nazwy naukowe na podstawie Index Fungorum. Wykaz gatunków i nazwy polskie według M.A Chmiel i innych.